# Tom Green (attore 1971)
Tom Green, nato Michael Thomas Green (Pembroke, 30 luglio 1971), è un attore, comico, regista, sceneggiatore, showman e rapper canadese naturalizzato statunitense.

## Biografia
Tom Green è cresciuto ad Ottawa, in Ontario. Fratello dell'attrice Mary Jane Green, si è diplomato alla Colonel High School nel 1990. Nel 1994 ha animato il suo primo show televisivo. Nel 2000 ha annunciato di aver lottato con un cancro ai testicoli, e nel 2001 si è sposato con Drew Barrymore, da cui si è separato dopo un solo anno. Possiede una casa ad Ottawa e una Los Angeles.
Nel febbraio 2019 ha ottenuto la cittadinanza statunitense.

## Filmografia
- Clutch, regia di Chris Grismer (1998)
- Superstar, regia di Bruce McCulloch (1999)
- Road Trip, regia di Todd Phillips (2000)
- Charlie's Angels, regia di McG (2000)
- Freddy Got Fingered, regia di Tom Green (2001)
- 110 e frode (Stealing Harvard), regia di Bruce McCulloch (2002)
- Grind, regia di Casey La Scala (2003)
- Bob - Un maggiordomo tutto fare (Bob the Butler), regia di Gary Sinyor (2005)
- Freezer Burn: The Invasion of Laxdale, regia di Grant Harvey (2008)
- Fudgy Wudgy Fudge Face, regia di Harland Williams (2010)
- Swearnet: The Movie, regia di Warren P. Sonoda (2014)
- Total Frat Movie, regia di Warren P. Sonoda (2016)
- Bling, regia di Kyung Ho Lee e Wonjae Lee (2016) - voce
- Bethany, regia di James Cullen Bressack (2017)
- Iron Sky - La battaglia continua (Iron Sky: The Coming Race), regia di Timo Vuorensola (2019)
- Interviewing Monsters and Bigfoot, regia di Thomas Smugala (2019)
- Homeward, regia di Michael Johnson (2020) - voce
- Uploaded, regia di Ethan Black (2021)

## Doppiatori italiani
Nelle versioni in italiano dei suoi lavori, Tom Green è stato doppiato da:
- Gianfranco Miranda in Malcolm
- Nanni Baldini in Road Trip
- Massimo De Ambrosis in 110 e frode
- Giorgio Borghetti in Bob - Un maggiordomo tutto fare
- Alberto Bognanni in Iron Sky - La battaglia continua